# Champs (Orne)
Champs is een plaats en voormalige gemeente in het Franse departement Orne in de regio Normandië en telt 107 inwoners (2009). De plaats maakt deel uit van het arrondissement Mortagne-au-Perche.

## Geschiedenis
Champs is op 1 januari 2016 gefuseerd met de gemeenten Autheuil, Bivilliers, Bresolettes, Bubertré, Lignerolles, La Poterie-au-Perche, Prépotin, Randonnai en Tourouvre tot de gemeente Tourouvre au Perche. 

## Geografie
De oppervlakte van Champs bedraagt 5,0 km², de bevolkingsdichtheid is dus 21,4 inwoners per km².
De onderstaande kaart toont de ligging van Champs (Orne) met de belangrijkste infrastructuur en aangrenzende gemeenten.

## Demografie
Onderstaande figuur toont het verloop van het inwonertal (bron: INSEE-tellingen).
Autheuil · Bivilliers · Bresolettes · Bubertré · Champs · Lignerolles · La Poterie-au-Perche · Prépotin · Randonnai · Tourouvre